# Hattula
Hattula è un comune finlandese di 9359 abitanti, situato nella regione del Kanta-Häme.

## Storia
Hattula è un comune situato nella regione di Kanta-Häme, nel sud della Finlandia. La sua storia è antica e ricca, con insediamenti che risalgono a tempi preistorici, in particolare nelle zone intorno al lago Vanajavesi. Durante il Medioevo, Hattula era parte della regione storica chiamata Häme, abitata fin dall’età della pietra.
Il comune si è sviluppato notevolmente grazie alla sua posizione strategica e al ruolo militare, in particolare con il campo di addestramento di Parolannummi, attivo dal 1777. Durante il XVII secolo, soldati e cavalieri della regione furono radunati qui per partecipare alla Guerra dei Trent’Anni. Nei secoli successivi, Parolannummi ha ospitato visite di vari sovrani, tra cui re svedesi e imperatori russi.
Nel 1863, durante un campo estivo a Parola, l’Imperatore Alessandro II di Russia incontrò Johan Vilhelm Snellman, evento che portò alla dichiarazione ufficiale dell’uguaglianza tra la lingua finlandese e quella svedese in Finlandia. Per commemorare questa visita fu eretto un monumento chiamato il Leone di Parola.
Hattula è anche nota per la sua cultura delle tenute storiche, con numerose ville e fattorie antiche, alcune delle quali furono proprietà di importanti figure storiche come il re svedese Gustavo Vasa. Nel territorio comunale si trovano anche resti archeologici significativi, come il castello di Tenhola.
Oggi Parola è il centro amministrativo di Hattula e la zona più popolata, servita da importanti vie di comunicazione come la ferrovia Helsinki-Tampere e la strada nazionale 3. Hattula unisce patrimonio storico, cultura e natura, offrendo un’esperienza ricca a chi la visita.

## La chiesa della Santa Croce di Hattula

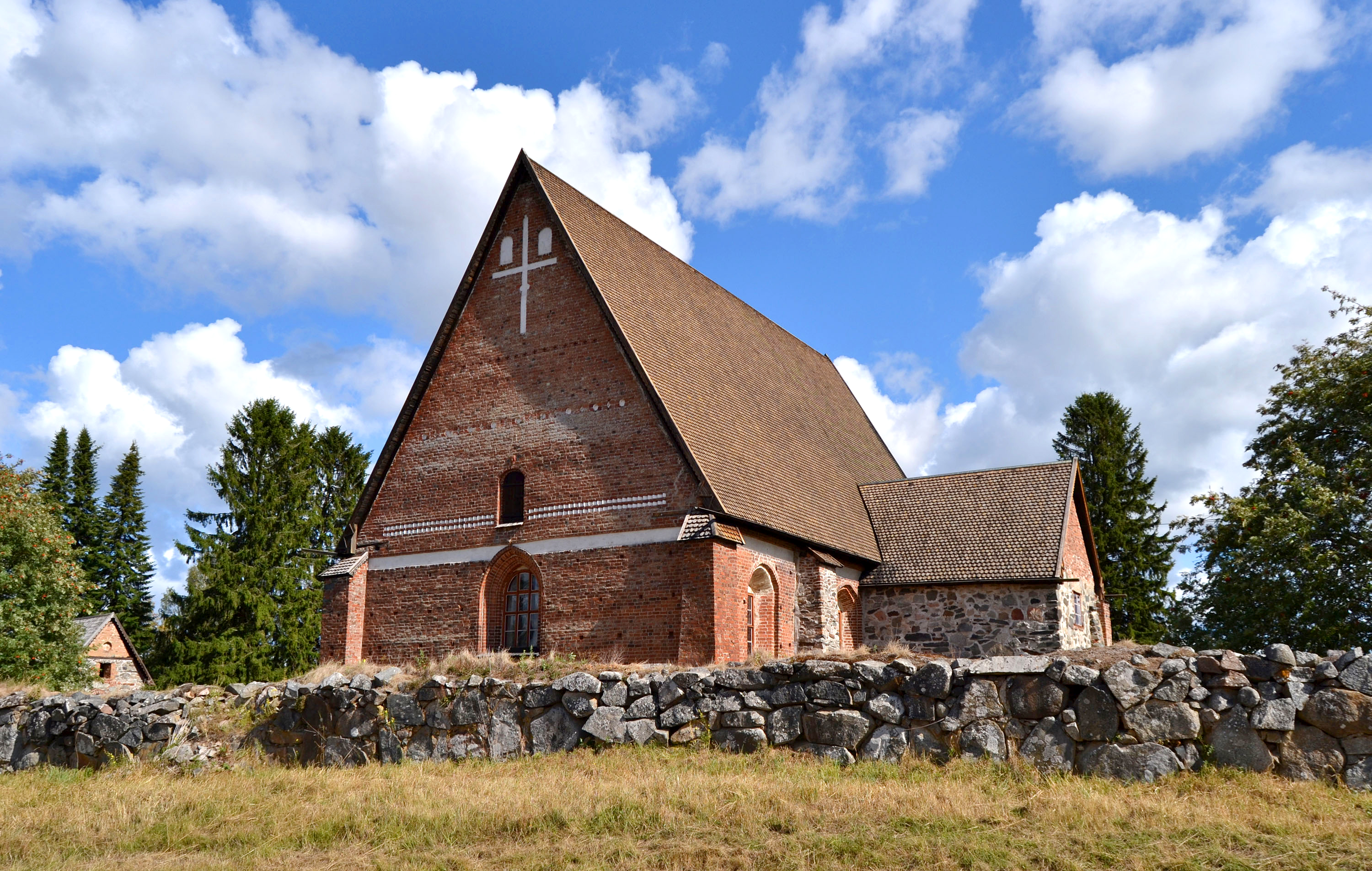
La chiesa della Santa Croce di Hattula.

La chiesa della Santa Croce di Hattula è una delle più antiche della regione di Häme in Finlandia. La parrocchia di Hattula fu probabilmente fondata all’inizio del XIII secolo, anche se la prima menzione documentata risale al 1318. Si presume che una prima chiesa di legno esistesse già molto prima, mentre l’attuale chiesa in mattoni fu costruita principalmente tra il 1472 e il 1490. L’architettura della chiesa riflette lo stile gotico e il suo materiale e periodo di costruzione sono strettamente collegati al vicino castello di Häme.
La chiesa è stata un importante luogo di pellegrinaggio sin dal Medioevo e ciò è attestato da documenti danesi dell’epoca, in cui la regina Margherita menziona la chiesa di Hattula come una meta di pellegrinaggio adatta per i fedeli. Le pareti interne della chiesa sono riccamente decorate con affreschi originali del primo XVI secolo che illustrano scene bibliche e leggende di santi, rendendo la chiesa anche un’importante testimonianza dell’arte medievale.
Il pellegrinaggio verso la chiesa di Hattula costituiva una parte significativa della vita spirituale in Finlandia nel periodo medievale, attirando visitatori sia locali che stranieri, e la chiesa godeva di una certa fama internazionale in questo senso. Oggi la chiesa è ancora utilizzata per funzioni religiose durante l’estate e per eventi tradizionali in inverno, preservando la sua importanza culturale e storica come sito di fede e patrimonio.
Questo rende la chiesa della Santa Croce di Hattula un simbolo storico e spirituale, unendo architettura, arte e tradizione religiosa in un contesto unico.